# Thomas Archibald Sprague
Thomas Archibald Sprague, född den 7 oktober 1877 i Edinburgh, död den 22 oktober 1958 i Cheltenham, var en brittisk botaniker. Släktena Spraguea och Spragueanella är uppkallade efter honom.
Auktorsnamnet Sprague kan användas för Thomas Archibald Sprague i samband med ett vetenskapligt namn inom botaniken; se Wikipediaartiklar som länkar till auktorsnamnet.